# Kromme IJssel
Kromme IJssel – rzeka w IJsselstein i Nieuwegein, w prowincji Utrecht, w Holandii. Jej długość wynosi ok. 2,7 km.
Rzeka biegnie dawnym korytem rzeki Hollandse IJssel, której w 1285 roku odcięto dopływ wody z rzeki Lek, stawiając tamę Dam bij het Klaphek. Stanowi kontynuację rzeki Enge IJssel, a swój bieg kończy wpływając do kanału Doorslag w pobliżu miejsca, w którym zamienia się on w Hollandse IJssel.